# Ride On, Baby
Pistes de Flowers
Take It or Leave It
(10) Sittin' on a Fence
(12)
Ride On, Baby est une chanson écrite et composée par Mick Jagger et Keith Richards du groupe de rock The Rolling Stones en 1965. La chanson est publiée pour la première fois en single interprétée par le chanteur britannique Chris Farlowe en octobre 1966 et se classe à la 31e place au Royaume-Uni. La propre version des Rolling Stones est apparue en juin 1967 sur Flowers, une compilation sortie uniquement aux États-Unis, mais reste inédite au Royaume-Uni jusqu'aux années 2000. Elle a été enregistrée lors des sessions Aftermath en décembre 1965.

## Personnel
Selon les auteurs Philippe Margotin et Jean-Michel Guesdon, sauf mention contraire :
The Rolling Stones
- Mick Jagger : chant
- Keith Richards : chœurs, guitare, autoharpe
- Brian Jones : guitare rythmique, clavecin, marimba, koto (inaudible)
- Bill Wyman : basse
- Charlie Watts : drums, bongos[4]

Musiciens additionnels
- Jack Nitzsche –  piano

## Version de Chris Farlowe
Singles de Chris Farlowe
Out of Time
(1966) My Way of Giving
(1967)

Le chanteur britannique Chris Farlowe, qui a le même producteur que les Rolling Stones, Andrew Loog Oldham, se voit proposer d'interpréter une chanson inédite des Rolling Stones, Ride On, Baby. Produite par Mick Jagger, la chanson sort fin octobre 1966 en single, huit mois avant la sortie de la version des Rolling Stones (bien qu'ayant été enregistrée avant en décembre 1965). Malgré le succès du single précédent Out of Time (qui était arrivé en tête de classement), Ride On, Baby ne franchit pas le top 20, se classant à la 31e place au Royaume-Uni pendant deux semaines. C'est son avant-dernier single à atteindre le top 40, le dernier sera Handbags and Gladrags en 1967. La chanson est incluse sur son album The Art of Chris Farlowe.

« Peut-être que la chanson [d'origine des Rolling Stones] n'a pas été publiée au Royaume-Uni parce qu'elle aurait pu être enregistrée pour Chris Farlowe, qui a repris un tas de chansons des Rolling Stones sur ses singles et a publié Ride On, Baby sur la face A d'un single en octobre 1966, avec Mick Jagger à la production. Comme on pouvait s'y attendre, il était inférieur à la version des Rolling Stones, avec un arrangement orchestral plus pop, des chanteuses aux chœurs et une voix plus tendue, bien qu'il se classe à la 31e place dans les classements britanniques. »

— Richie Unterberger, Analyse de la chanson pour la revue AllMusic

### Sources
- Andy Babiuk et Greg Prevost, Rolling Stones Gear: All the Stones' Instruments from Stage to Studio, Milwaukee, Backbeat Books, 2013 (ISBN 978-1-61713-092-2)
- Philippe Margotin et Jean-Michel Guesdon, The Rolling Stones All the Songs: The Story Behind Every Track, New York, Black Dog & Leventhal Publishers, 2016 (ISBN 978-0-316-31774-0, lire en ligne)

 (août 2025).